# Temporada 2019 de los Motorsport Games de la FIA
La temporada 2019 de los Motorsport Games de la FIA fue la primera edición de dicho evento celebrados en el circuito ACI Vallelunga, Campagnano di Roma del 1 de noviembre al 3 de noviembre de 2019.

## Desarrollo

### Calendario
| A | Apertura |  | Competiciones | 1 | Eventos finales | C | Clausura |

## Participantes
- Albania
- Austria
- Australia
- Bielorrusia
- Bélgica
- Brasil
- China
- República de China
- Costa Rica
- Croacia
- República Checa
- Dinamarca
- Estonia
- Finlandia
- Francia
- Georgia
- Alemania
- Hong Kong
- Hungría
- India
- Irlanda
- Israel
- Italia
- Japón
- Kuwait
- Letonia
- Lituania
- Malasia
- Malta
- México
- Países Bajos
- Nueva Zelanda
- Macedonia del Norte
- Noruega
- Polonia
- Portugal
- Reino Unido
- Rumania
- Rusia
- Serbia
- Singapur
- Eslovaquia
- España
- Suecia
- Suiza
- Tailandia
- Turquía
- Ucrania
- Estados Unidos

## Medallero
La siguiente tabla muestra el medallero global de todas las disciplinas, tal y como se publicó por primera vez en la página oficial del evento, priorizando en el orden oro, luego plata, y finalmente bronce.
| Núm. | País            | Oro | Plata | Bronce | Total |
| ---- | --------------- | --- | ----- | ------ | ----- |
| 1    | Rusia           | 1   | 0     | 2      | 3     |
| 2    | Italia          | 1   | 0     | 1      | 2     |
| 3    | Australia       | 1   | 0     | 1      | 2     |
| 4    | Países Bajos    | 1   | 0     | 0      | 1     |
| 5    | Ucrania         | 1   | 0     | 0      | 1     |
| 6    | Japón           | 1   | 0     | 0      | 1     |
| 7    | Bélgica         | 0   | 2     | 0      | 2     |
| 8    | República Checa | 0   | 1     | 0      | 1     |
| 9    | Costa Rica      | 0   | 1     | 0      | 1     |
| 10   | Alemania        | 0   | 1     | 0      | 1     |
| 11   | Polonia         | 0   | 1     | 0      | 1     |
| 12   | Finlandia       | 0   | 0     | 1      | 1     |
| 13   | Eslovaquia      | 0   | 0     | 1      | 1     |